# Blancanieves y los siete enanitos (mediometraje de 1995)
Blancanieves y los siete enanitos es una película infantil animada de mediometraje basada en el clásico cuento de hadas Blancanieves, de los Hermanos Grimm.
Blancanieves y los siete enanitos fue producida por Goodtimes Entertainment y por Jetlag Productions, fue distribuida en DVD por GoodTimes Entertainment en el 2002 en Estados Unidos y por SAV en España. Five Stars Entertainment S.L. distribuyó la versión en VHS licenciada para España en 1995.

## Trama
En un lejano reino vive un rey hermoso y valiente y su encantadora y dulce esposa, la reina buena. Son la alegría del reino y su amor trae felicidad a la tierra y a todo su pueblo, que gobiernan el reino con sabiduría y bondad. Al poco tiempo después, los reyes tienen una hermosa hija con labios tan rojos como la sangre, el cabello tan negro como el ébano y la piel tan blanca como la nieve. La llaman "Blancanieves". Lamentablemente, poco después de nacer la princesa, su madre muere, y el rey se vuelve a casar por segunda vez con una mujer muy hermosa pero muy malvada y vanidosa.
Cuando el rey muere mientras lucha en una guerra en una tierra lejana, la nueva reina no derrama una sola lágrima y aprovecha la oportunidad para gravar a la gente pesadamente para comprar nuevas pociones de belleza para ella. Ella tiene docenas de espejos en los cuales ver su cara hermosa. Pero su favorito es un espejo mágico que siempre habla la verdad absoluta. Siempre que la reina pregunta al espejo que es la más bella de la tierra, siempre espera que le diga que es ella.
Un día, sin embargo, la Reina Malvada se sorprende al oír una nueva respuesta, que su hijastra Blancanieves es la más bella de la tierra. Enfadada, la Reina envía a su cazador real y le ordena asesinar a su hijastra para que ella pueda volver a ser la más bella de la tierra. El cazador, incapaz de hacer daño a la princesa Blancanieves, le dice que se meta en el oscuro bosque y nunca regrese. Blancanieves, asustada, obedece y corre a través de los bosques de miedo. Mientras corre, se topa con un guapo joven príncipe cazando en el bosque. Inmediatamente se enamora de ella, pero está más preocupada por alejarse lo más posible de su malvada madrastra. El príncipe promete volver a verla y espera casarse con ella.
Blancanieves continúa corriendo hasta encontrar una pequeña cabaña en medio del bosque. Cansada por el choque y después de tan largo plazo, Blancanieves decide entrar en la casa, tener algo de comer y descansar en las camas pequeñas. Poco después de que Blancanieves se duerma, los dueños de la cabaña, siete enanitos, aparecen y son sorprendidos por su visitante. Blancanieves convence a los siete enanitos para que se quede a vivir con ellos en su casa del bosque.
Desafortunadamente, la reina malvada pronto aprende de su espejo mágico sobre la traición del cazador y que su hijastra Blancanieves sigue viva, así que decide tomar sobre sí misma para matar a su hijastra. La reina va a la cabaña de los enanos disfrazada para matar a Blancanieves. La primera vez va como una vieja mendiga y ata los cordones alrededor del cuello de Blancanieves, lo que la hace incapaz de respirar. Sin embargo, los siete enanitos llegan a casa y desatan los cordones, salvando la vida de Blancanieves. La segunda vez se disfraza de anciano y pone un peine venenoso en el cabello de Blancanieves, pero los siete enanitos llegan de nuevo al rescate de la joven. La tercera vez se disfraza como una muchacha joven de la aldea que vende manzanas. Ella le ofrece la manzana envenenada a Blancanieves, y cuando la princesa la muerde cae al suelo, aparentemente muerta. Esta vez, los siete enanitos no pueden despertar a Blancanieves.
Con el corazón roto, los enanitos la colocan en un ataúd de cristal. El príncipe encuentra el ataúd y le pregunta a los enanos si se puede llevar a su adorada princesa Blancanieves a su castillo, porque espera encontrar a alguien para revivirla. Cuando sus criados levantan a Blancanieves del ataúd, el pedazo de manzana envenenada atrapado en la garganta de Blancanieves cae de su boca escupido por ella misma y se despierta. Al enterarse de que su hijastra está viva y que se va casar con el príncipe, la Reina vuela en una terrible rabia y comienza a romper todos sus espejos. Cuando intenta aplastar su espejo mágico, viene a la vida y la atrapa en su interior de su reino maligno por siempre, y la Reina nunca se aparece otra vez. Blancanieves y el príncipe se casan y viven felices para siempre.